# 上科亨
上科亨（發音：[ˈoːbɐˌkɔxn̩] ⓘ）是德国巴登-符腾堡州斯图加特行政区奥斯特阿尔布县的城市，与下科亨相邻，面积76.96平方千米，2023年12月31日人口为8,055人。